# Jang Yong-ok
Jang Yong-ok (17 de setembro de 1982) é uma futebolista norte-coreana que atua como defensora.

## Carreira
Jang Yong-ok integrou o elenco da Seleção Norte-Coreana de Futebol Feminino, nas Olimpíadas de 2008. 